# Шолгамлъ
Шолгамлъ или Шалгамлъ (на турски: Şalgamlı) е село в Източна Тракия, Турция, Вилает Вилает Родосто.

## География
Селото се намира на 53 километра западно от Родосто.

## История
Селото е основано след Руско-турската война 1878 г., от помаци, преселници от Ловешко и Плевенско.
Според статистиката на професор Любомир Милетич в 1912 година в Шалгамъ живеят помаци.